# La Higuerilla
La Higuerilla är en ort i Mexiko.   Den ligger i kommunen Contepec och delstaten Michoacán de Ocampo, i den sydöstra delen av landet, 130 km väster om huvudstaden Mexico City. La Higuerilla ligger 2 139 meter över havet och antalet invånare är 1 102.
Terrängen runt La Higuerilla är huvudsakligen kuperad, men den allra närmaste omgivningen är platt. Runt La Higuerilla är det ganska tätbefolkat, med 96 invånare per kvadratkilometer. Närmaste större samhälle är Maravatío, 17,9 km väster om La Higuerilla. I omgivningarna runt La Higuerilla växer huvudsakligen savannskog.